# Mave
Mave es una localidad de la provincia de Palencia (Castilla y León, España) que pertenece al municipio de Aguilar de Campoo.

## Localización
Está a una distancia de 9 km de Aguilar de Campoo, la capital municipal, en la subcomarca de Campoo, comarca de la Montaña Palentina.

## Demografía
Evolución de la población en el siglo XXI
| Gráfica de evolución demográfica de Mave entre 2000 y 2020         |
|                                                                    |
| Población de derecho (2000-2020) según el padrón municipal del INE |

## Historia
En Etapa prehistórica (pleistoceno medio), destaca la Cueva Corazón, ubicada en el gran cañón de la Horadada, en la cual las investigaciones prehistóricas y las dataciones lo sitúan en torno a hace 96-95 mil años de antigüedad. Los neandertales poblaron esta zona en una época tardiglaciar, con un buen clima, una gran fauna y una vegetación óptima para la vida. Destacan los restos de caballo, corzo, y cabra, así como industria lítica musteriense, con puntas retocadas tipo levallois, con sílex, cuarcita sobre todo, algo de cuarzo y caliza, así como núcleos discoides para la creación de hojas, algunas rocas eran sacadas del río, trabajadas a conciencia en la cueva, y otras de montaña. En esta etapa comenzó a asentarse la población por la zona norte de la meseta.
Durante el gobierno del monarca Alfonso I de Asturias, en cuyo reinado se intensificó la labor de reconquista, Mave estuvo incluido en el Reino de Asturias, entre los años 739 y 757, siendo una de las zonas clave en la reconquista, sobre todo en el norte. Mave fue recuperada de los árabes por Alfonso I de Asturias en el año 754. Se le conoce por ser un pueblo de alta importancia en la etapa de la reconquista española. Su historia está vinculada con la de Santa María de Mave.
En el año 1848, el pueblo contaba con tan solo 4 viviendas y una Iglesia, con advocación de Santa María. A la caída del Antiguo Régimen la localidad se constituye en municipio constitucional que en el censo de 1842 contaba con 16 hogares y 83 vecinos, para posteriormente integrarse en Gama (hoy Valdegama) y en los años 1970 ambos a Aguilar de Campoo.

## Turismo
Es un pueblo muy visitado y agradable tanto por su patrimonio histórico-artístico como natural. Destacan la ruta a pie desde Mave al Espacio Natural de Las Tuerces por la Horadada, atravesando la antigua fábrica harinera y el Cañón de la Horadada formado por el río Pisuerga. El Monasterio de Santa María de Mave, la Cueva de los Franceses y el Monte Cildá, antiguo castro celta y romano, a pocos kilómetros de la localidad, son dignos de visitarse. Para reponer fuerzas o para avituallarse para el camino conviene visitar el hostal "La Llave" donde podrá deleitarse con una exquisita comida casera, destacando el cocido castellano los miércoles y sábados. Cuenta con un hotel emblemático y premiado ubicado en el mismo monasterio de El Convento De Mave, de Santa Maria de Mave. También las originales estancias y apartamentos en un antiguo pajar llamados DCeres
Cuenta con varios establecimientos de turismo rural. Casa El Portillo, la más antigua de la localidad y Casa Palacio de Mave con tres espacios; Casa "El Cinto", Casa "Monte Cildá" y Casa "La Horadada", ubicadas en un antiguo edificio monacal, recientemente rehabilitado.
Desde siempre ha sido una zona donde el cultivo es muy productivo, así como sus zonas naturales de gran belleza.

## Festividad
El 10 y el 11 de agosto, se celebran las fiestas más famosas del pueblo, coincidiendo con la santidad de su patrón San Lorenzo. El día 10, por la mañana, se reúne todo el pueblo para conmemorar a su patrón, cuya imagen es llevada en procesión por todo el pueblo y culmina con una misa en la iglesia, por la tarde se celebra la concurrida carrera pedestre por el entorno del pueblo disfrutando de la belleza del lugar, y por la noche es la fiesta, con la tradicional barbacoa vecinal, la verbena, la chocolatada y la fiesta de los más jóvenes. Posteriormente, el día 11 por la mañana, todo el pueblo sale a la calle a festejar "Las Dianas", muchos se disfrazan y cada vecino (que quiera) pone en la puerta de su casa unos aperitivos y se hace una ronda de comidas por el pueblo, amenizados por la charanga. Alrededor de las 4 de la tarde, se dedica a los niños, con juegos,diseños de camisetas, etc. Posteriormente se juega el torneo de fútbol de Mave, que lo juegan tanto los jóvenes y adultos del pueblo, como gente que se acerca de otros sitios cercanos, como Olleros de Pisuerga, Becerril del Carpio, Aguilar de Campoo, Alar del Rey, etc. Y ya por último, una vez acabado el torneo de fútbol, se procede a la entrega de premios a los disfraces más originales de "Las Dianas", y por la noche una última fiesta final. Las fiesas del año 2022, tras dos años de pandemia y organizadas en su mayoría  por los vecinos y veraneantes  del pueblo han sido denominadas como las mejores de los últimos años